# 한미상호방위원조협정
한미상호방위원조협정은 1950년 1월 26일 조약 제4호로 발효된 대한민국과 미국간의 경제 및 군사원조에 관한 협약을 말한다.

## 개요
1949년에 제정된 상호방위원조법에 의거, 미국이 군사원조를 제공하고 대한민국이 이를 접수하는 것에 관한 상호간의 양해사항을 명시할 목적으로 체결되었다. 이 협정에 따라 같은 해 3월 말, 구체적인 군사원조품목이 결정되었다.

## 참고서적
- <한국근현대사사전>,가람계획,2005년

## 같이 보기
- 한미상호방위조약